# Toernich
Toernich är en ort i Belgien.   Den ligger i provinsen Luxemburg och regionen Vallonien, i den sydöstra delen av landet, 170 km sydost om huvudstaden Bryssel. Toernich ligger 339 meter över havet och antalet invånare är 431.
Terrängen runt Toernich är platt, och sluttar söderut. Närmaste större samhälle är Arlon, 4,5 km nordost om Toernich. 
Omgivningarna runt Toernich är en mosaik av jordbruksmark och naturlig växtlighet. Runt Toernich är det ganska tätbefolkat, med 185 invånare per kvadratkilometer.